# Présidence de René Coty
Président de la République française
Présidence de Vincent Auriol Présidence de Charles de Gaulle
La présidence de René Coty débute le 16 janvier 1954, date de l'investiture de René Coty en tant que président de la République française, et prend fin le 8 janvier 1959.

## Contexte
Sénateur et vice-président du Conseil de la République, Coty émergea comme un candidat de compromis à l'élection présidentielle de 1953 au détriment de Joseph Laniel et de Marcel-Edmond Naegelen. Il est élu au treizième tour.

## Déroulement
Son mandat fut principalement marqué par deux évènements militaires. Tout d'abord, la fin de la guerre d'Indochine ; elle permet au Viêt Nam d'être reconnu comme pays indépendant. Ensuite, la guerre d'Algérie. Son mandat est également marqué par la crise du canal de Suez.  
Il nomme Charles de Gaulle à la présidence du Conseil des ministres. Le Parlement lui confère des pouvoirs extraordinaires pour rédiger une constitution. Un référendum permet l'entrée en vigueur de la Cinquième République. Coty assure la permanence du pouvoir jusqu'à la passation des pouvoirs en 1959.